# Javi Cillero
Javi Cillero (Bilbao, Biscaia, 1961) és un escriptor en èuscar.

## Obres

### Narrativa
- Hollywood eta biok (1999, Alberdania)
- Ero hiria (2005, Alberdania)
- Ero hiria (2006, Alberdania)

### Literatura infantil i juvenil
- Kofi itsasora bidean (2001, Aizkorri)
- Thailandiako noodle izugarriak (2001, Alberdania)
- Eddy Merckxen gurpila (1994, Zarauzko Udala - Erein)
- Norena da Virginia City? (1995, Desclee de Brouwer)

### Traduccions
- Hadleyburg usteldu zuen gizona; Mark Twain (1993, Erein)
- Francis Macomber eta beste zenbait ipuin; Ernest Hemingway (1998, Igela): Xabier Olarrarekin batera
- Hil aurreko begirada; Ross MacDonald (1997, Igela)
- Babiloniara itzultzea; Francis Scott Fitzgerald (1996, Erein)
- Psikosia; Robert Bloch (1996, Elkar)
- Hiltzailea euripean; Raymond Chandler (1995, Erein)
- Atzekoz aurrera hitz egiten zuen apaiza; Roald Dahl (1995, Desclee de Brouwer)
- Garai latzak garai hauetarako; Charles Dickens (1994, Ibaizabal)

### Teatre
- Uztailaren laua Renon (1999, Kutxa)